# محاكمة سقراط

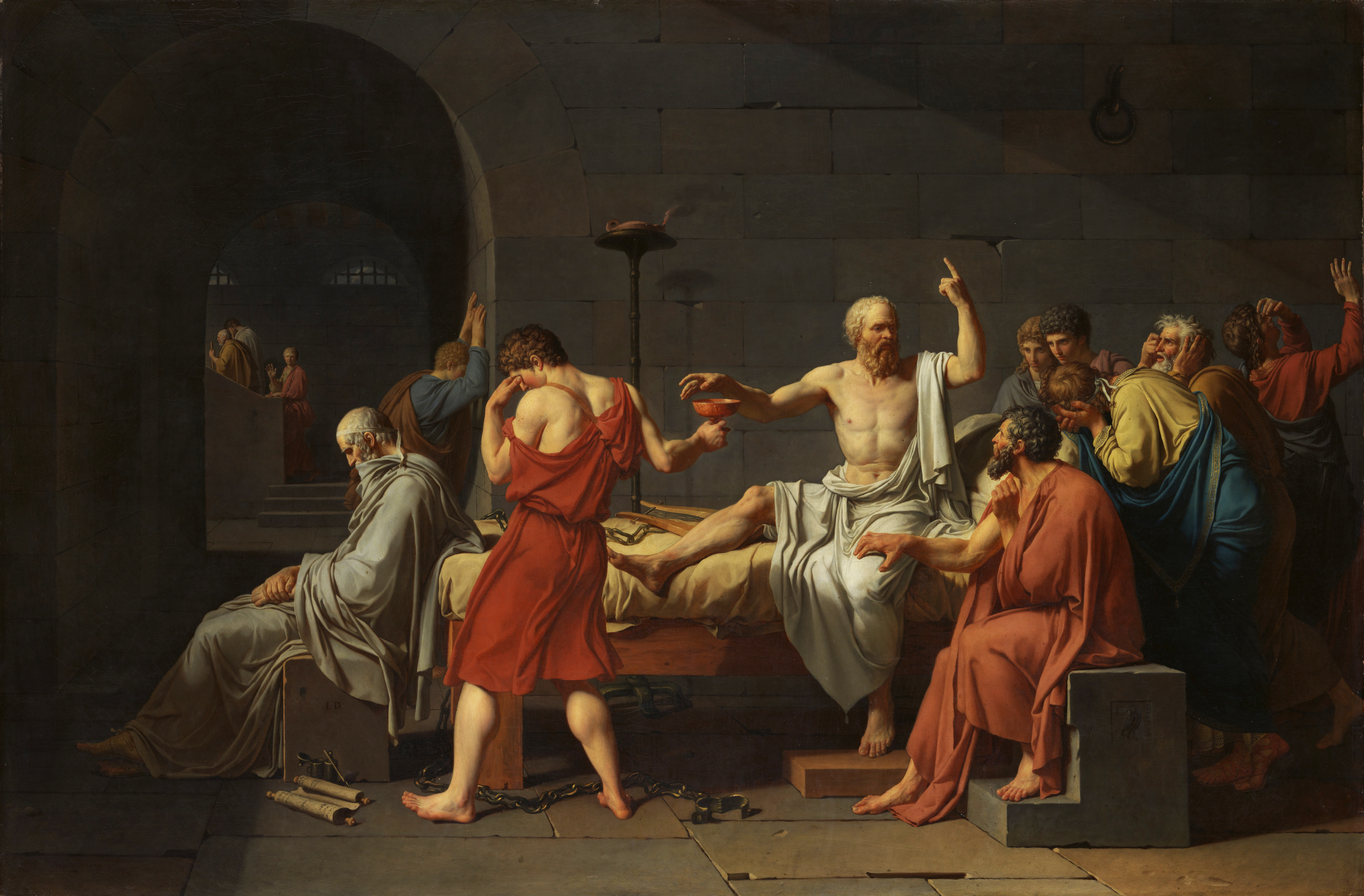
لوحة موت سقراط بريشة جاك لوي دافيد عام 1787

تشير محاكمة سقراط إلى المحاكمة والتنفيذ الذي لحق بالفيلسوف الأثيني سقراط عام 399 ق م. فقد تمت محاكمته وإدانته من قبل حكومة أثينا الديمقراطية بتهمة إفساد الشباب والإلحاد.
قام اثنان من معاصري سقراط وهما أفلاطون وكسينوفون بوصف تلك المحاكمة فكانت أحد أهم المحاكمات في العصر القديم.

## المحاكمة

### الأحداث السابقة للمحاكمة
قبل تلك اللحظة بأعوام كان سقراط رجلاً معروفاً في أنحاء أثينا. فلقد كان من شخصيات مسرحية أريستوفان السحب والتي عـُرضت عام 420 قبل الميلاد فظهر في صورة مخادع مغرور ومنمق.
لم يكتب سقراط ما قاله يوماً ولكن تلميذه أفلاطون قام بالمهمة مما أنتج الحوارات السقراطية حيث يكون فيها سقراط الشخصية المحورية. استاءت شخصيات مهمة في أثينا من أسلوب سقراط في الأسئلة، يرجع السبب لدحضه سمعة الحكماء والفضلاء. فاعتبر أغلب العامة بأن سقراط قد فاز بلقب ناقد أثينا بسبب طريقة جداله الخاصة. فكان ذاك الأسلوب يٌقلد من قبل الشباب الأثيني في كثير من الأحيان مفككا للنظام الاجتماعي والقيم المعمول بها. قاتل سقراط من أجل أثينا وشجع على طاعة القوانين ولكن على الرغم من ذلك نقد ممارسة الديمقراطية في بلاده، خاصة فيما يتعلق بالانتخابات الجماعية ساخراً من وظيفتها في الانتخاب في أية وظيفة. زاد النقد اللاذع من الاشتباه في الديمقراطيين، خصوصاً عندما اكُتشف أن أقاربهم أعداءً للديمقراطية. فقد خان ألكيبيادس أثينا لصالح أسبرطة على الرغم من أن الأمر ما هو إلا محض احتياج وليس أيدولوجية، في حين أن قريطياس، تلميذه السابق كان واحداً من قادة الطغاة الثلاثون والذين حكموا أثينا لعدة شهور بعد هزيمتها في الحرب البيلوبونيسية، على الرغم أيضاً من وجود وثائق تثبت عدائيته.
بالإضافة إلى ذلك، كان لدى سقراط نظرة خاصة فيما يتعلق بالدين. أشار عدة مرات إلى شيطانه الخاص، في حين أكد على عدم قدرته في فرض شيئاً عليه بل تحذيره لعددة وقائع محتملة. شكك معاصريه في ذلك الشيطان واعتبروه رفض تام للدين السائد في الدولة. بشكل عام فإن شيطان سقراط شبيه بالحدس. أضف على ذلك أن سقراط اعتاد القول أن العيش بالفضائل أهم من عبادة اللآلهة.

### المحاكمة
يعد الإتهام الرسمي هو أول عناصر المحاكمة. فكان ثلاثة رجال هم من اتهموا سقراط وهم:
- أنيتو، ابن الأثيني البارز أنثيميون
- ميليتو، شاعر وهو من قدم الشكوى للحاكم
- ليقون، ممثل عن المتحدثين. نعرف عنه القليل، كان يوافق سقراط الأفلاطوني.

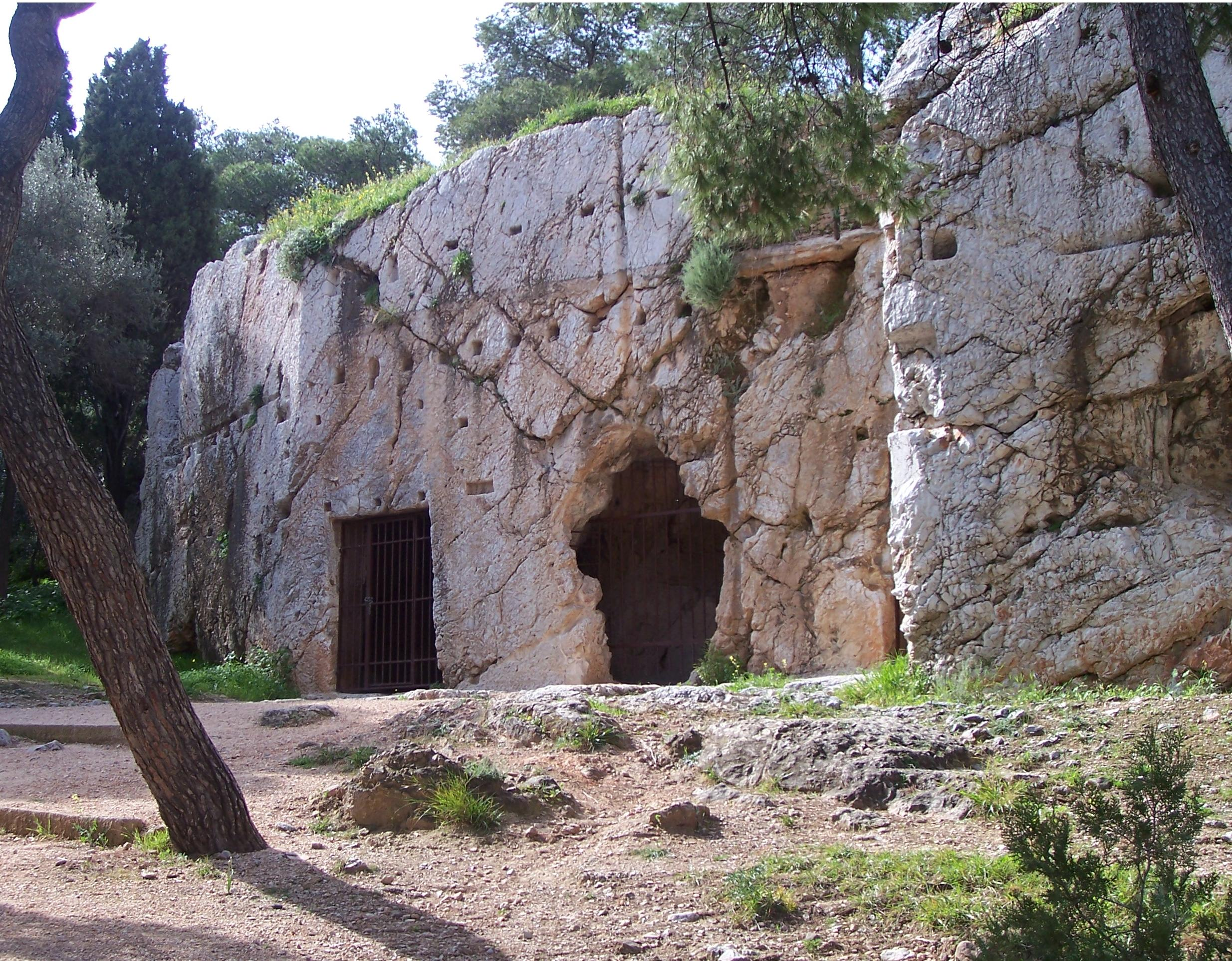
يـُفترض به المكان الذي سجن فيه سقراط، ويقع في إحدى التجويفات لتل بينكس

وبعد أن اقتنع الحاكم بالقضية المطروحة أمامه، أمر سقراط بالمثول أمام اللجنة العليا في أثينا والتي تكونت من مواطني البلد المذكور بهدف الدفاع عن نفسه ضد التهم المنسوبة إليه من إفساد الشباب والهرطقة.
تم اختيار هؤلاء المواطنين عن طريق القرعة من بين الرجال المنتمين إلى مختلف الطبقات الاجتماعية وممن حملوا الجنسية الأثينية، حيث لم يحملها كلاً من النساء والعبيد والمُقيمين الأجانب. على عكس أي محاكمة أجريت في العديد من المجتمعات الحديثة، وكانت معظم الأحكام كالقوانين وليس كاستثناء.
(انظر مسرحية الزنابير للكاتب أريستوفانيس)
واجه سقراط محكمة مكونة من 500 مواطن أثيني حيث يستدل من كثرة العدد أهمية تلك المحكمة وقتئذٍ. وبعد أن قدم كلاً من المدعي عليه وسقراط ما لديهم، حكم القاضي بإدانة سقراط ب280 صوتٍ مقابل 220 فقط.
نتيجة المفاجأة اقترح سقراط والنائب العام أحكاماً بديلة. اقترح مازحاً عقوبة تتكون من أكل مجاني في البيراتانيون (كان هذا الشرف خاص برعاة المدينة والفائزين بالألعاب الأولمبية)، ثم يقوم بدفع 10 دراخم وهو ما كان يساوى خمس ثروته وأيضاً دليلاً على فقره المدقع. ولكن أخيراً اقترح أفلاطون وكريتون وكريتوبولوس وأبولودور على أن يدفع سقراط ثلاثة الالاف درخم حيث ضمنوه. في حين أن مهاجمه اقترح عقوبة الموت.
نقل أفلاطون في كتاباته أن جاء التصويت في صالح عقوبة الموت 360 صوتاً مقابل 140، حيث خسر سقراط تعاطف المواطنين معه بسبب نبرته الساخرة وعدم طلبه العفو.
نصحه طلابه بالهروب،  حيث كان من المتوقع وكان يمكن أن يكون مقبولاً، لكن رفض سقراط من البداية بسبب فلسفته في اتباع القوانين، مما أدى إلى قتله بسائل الشوكران الأبقع. هكذا تحول سقراط إلى شهداء العلم عن عمر يناهز 70.

## محاكمة سقراط على لسان معاصريه
في أول ثلاثية أفلاطون (يوثيفرو، دفاع سقراط، كريتو، فايدو) ركز على محنة معلمه، المحاكمة وتنفيذ الحكم. كتب زينوفون أيضاً اعتذار سقراط.

## تفسيرات المحاكمة

### تفسير العالم القديم
لم تشغل المحاكمة بال مواطني أثينا كما شغلت لاحقاً في وقتنا الحالي. فلقد كانت أثينا تعاني من وقت عصيب قامت مجموعة من الموالين لإسبرطة أطلق عليهم اسم الطغاة الثلاثون بإلغاء الديمقراطية بغرض فرض سيطرة الأقلية على الحكم. لم يفهم الشعب حقيقة كون كريتياس زعيم الطغاة من تلامذة سقراط لم تكن إلا صدفة بحتة. حول أصدقائه الاعتذار ولكن بالتأكيد تمثلت نظرة شعب أثينا فيما قاله الخطيب إيسخينيس بعد عدة أعوام في محاضرة:
| محاكمة سقراط | ربما كان يجب أن يحكموا عليه بالموت، أيها الإخوة المواطنون، لأنه تبين أن كريتياس قد تلقى تعليمه على يديه، وهو واحداً من الذين حرموا منا الديمقراطية؟ | محاكمة سقراط |

### تفسير العالم الجديد
ألهم موت الفيلسوف سقراط، والذي نقله تلميذه أفلاطون، العديد من الكتاب والفنانين والفلاسفة. بالنسبة للبعض فقد أظهرت محاكمة سقراط والتي أطلق عليها أفلاطون «محاكمة لأكثر حكمة وعدلاً بين الناس أجمع» مدى انعدام الثقة في الحكومة الديمقراطية. للبعض الآخر مثل إيزيدور فينشتاين ستون جاء في كتابه محاكمة سقراط بأن تصرف مواطني أثينا كان دفاعاً مبرراً عن ديمقراطيته والتي جاءت فيما بعد.
بشكل عام اسُتشهد سقراط من أجل معتقداته الثقافية حيث اعتبره الناس مثالاً للحكمة والخير، كما كان يصوره أفلاطون وزينوفون. لذلك فإنه ليس غريباً وجود أسطورة سقراط ومحاكمته بعيدة كل البعد عن الشخصية التاريخية الصحيحة ذا النظرة السياسية التي لم نعرفها حتى الآن.